# Chronogramme
Pour les articles homonymes, voir Chronogramme (homonymie).

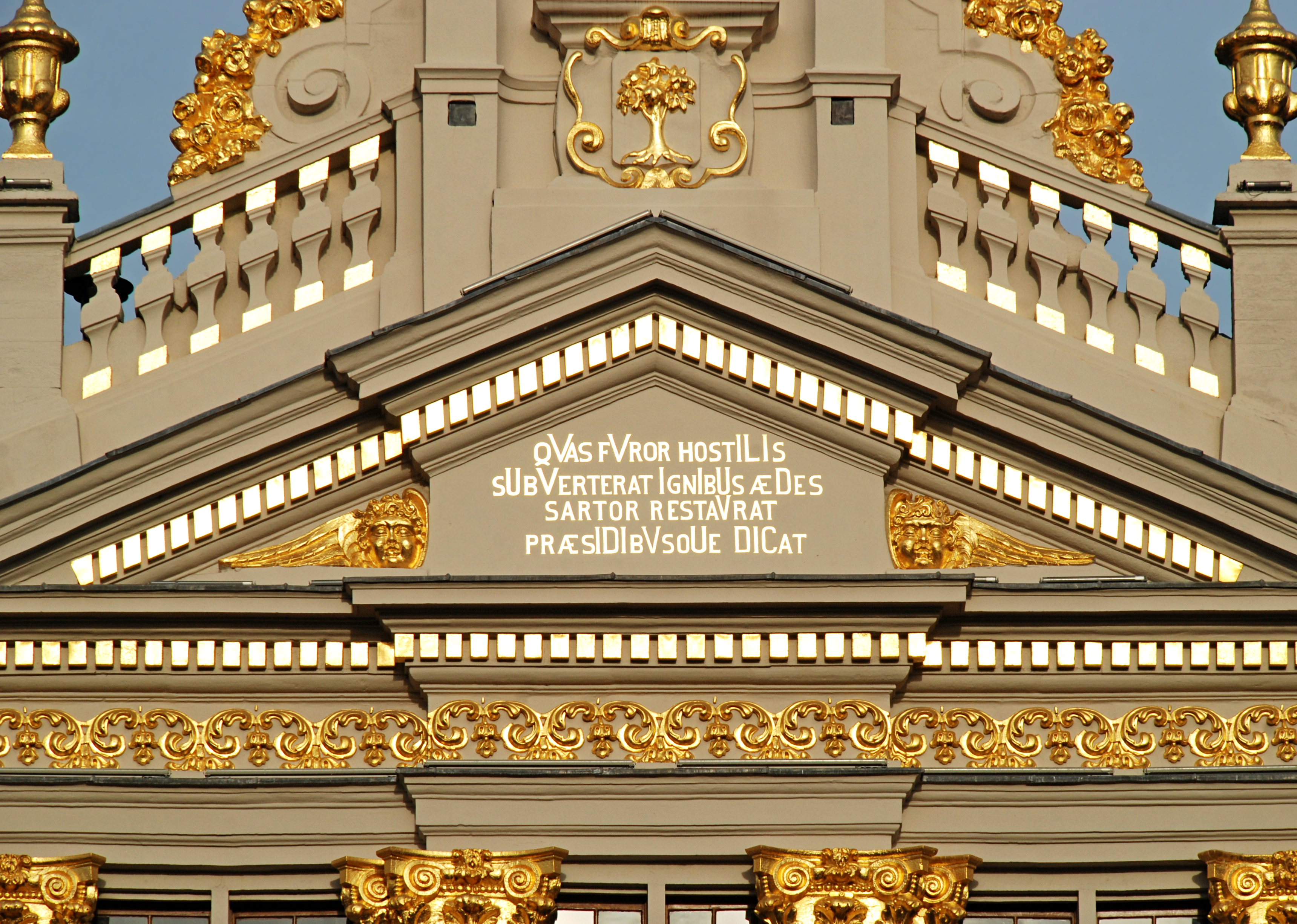
Chronogramme au fronton de la Maison de la Chaloupe d'Or sur la Grand-Place de Bruxelles :
qVas fVror hostILIs sUbVerterat IgnIbUs æDes
sartor restaVrat præsIDIbVsqUe DICat.

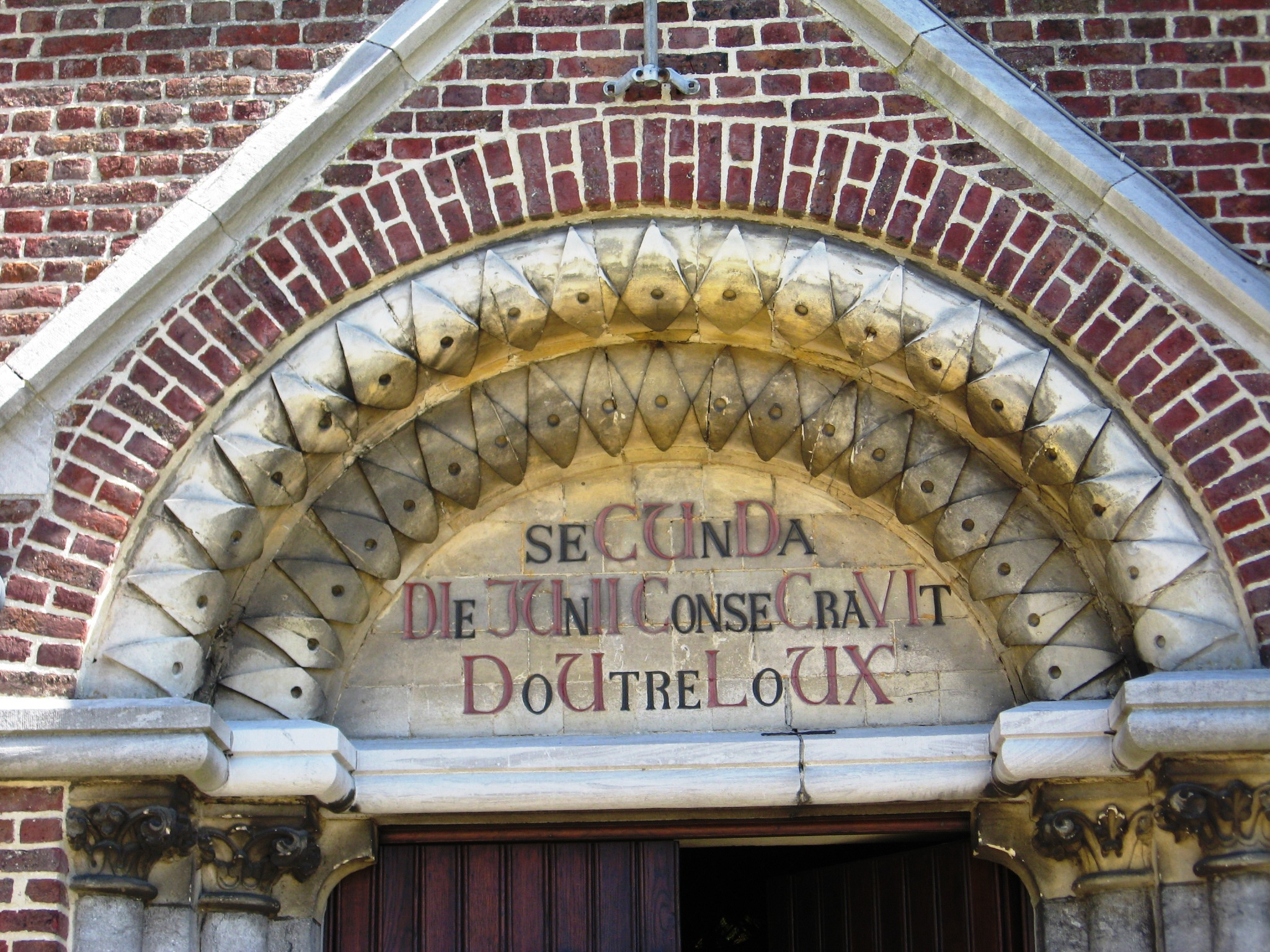
Chronogramme de l'église Notre-Dame-de-l'Annonciation de Spalbeek (Belgique).

Le chronogramme (ou parfois chronographe) est une inscription en prose ou en vers, souvent en latin, dont les lettres correspondant à des chiffres dans un système de numération de type littéral (comme la numération littérale grecque, la numération littérale arabe ou la numération hébraïque, etc.) permettent de former la date d'un événement. Les chiffres romains ayant été confondus avec des lettres, ils ont aussi été utilisés ainsi (M = 1000, D = 500, C = 100, L = 50, X = 10, V = 5, I = 1).
Dans un chronogramme pur, chaque mot contient un chiffre ; un chronogramme naturel donne tous les chiffres dans l'ordre correct, par exemple « aMore MatVrItas » = MMVI = 2006.
Jusqu'au XVIIIe siècle, les chronogrammes étaient très en vogue, surtout en Allemagne et dans les Pays-Bas autrichiens.

## Quelques exemples
Le modèle du genre, en ce qui concerne la concision et la brièveté, est sans doute le mot suivant forgé sur le suffixe latin « cidium » que l'on retrouve dans parricidium (parricide), dans lequel toutes les lettres comptent : LILICIDIVM
M + D + C + L + L + V + I + I + I + I = 1709
qui signifie « massacre des lys » c'est-à-dire des Français ; la date 1709 est celle de la défaite de Villars à Malplaquet, devant Marlborough, mieux connu sous le vocable simplifié de Malbrough.
L'inscription écrite en date du 3 septembre 1666 dans le registre des baptêmes de Charnoy résume en deux mots la naissance de la nouvelle ville.
FVnDatVr CaroLoregIVM (Charleroi est fondé)
Total : V + D + V + C + L + I + V + M = 1666
La dédicace à sainte Catherine qui orne le portail de style baroque de l'Église Sainte-Catherine de Humelgem donne 1673 comme année d'édification de ce portail : 
sCta CatharIna VIrgo
et MartIIr eCCLesIae
patrona tVteLarIs
ora pro CLIentIbVs
Total : C + C + I + V + I + M + I + I + C + C + L + I + V + L + I + C + L + I + I + V =  1673
Le chronogramme qui orne le fronton de la Maison de la Chaloupe d'Or sur la Grand-Place de Bruxelles rappelle la reconstruction de l'édifice en 1697, après la destruction des maisons de la Grand-Place lors du bombardement de Bruxelles en 1695 par les troupes françaises de Louis XIV commandées par le maréchal de Villeroy :
qVas fVror hostILIs sUbVerterat IgnIbUs æDes
sartor restaVrat præsIDIbVsqUe DICat
Le tailleur restaure la maison qu'une fureur hostile avait anéantie par les flammes
Et il la dédie aux magistrats (de la cité)
Total : V + V + I + L + I + V + V + I + I + V + D + V + I + D + I + V + V + D + I + C = 1697
La façade de la Maison du Roi d'Espagne située également sur la Grand-Place de Bruxelles rappelle la même date de 1697 :
haC statVIt pIstor VICtrICIa sIgna trophæI
qVo CaroLVs pLena LaVDe seCVnDVs oVat.
Le boulanger a dressé ici les drapeaux victorieux du trophée
Par lequel Charles II, en pleine gloire, triomphe
I = 1, 7 fois, soit 7 unités ;
V = 5, 8 fois, soit 8 x 5 = 40 ;
L = 50, 3 fois, soit 3 x 50 = 150 ;
C = 100, 5 fois, soit 5 x 100 = 500 ;
D = 500, 2 fois, soit 2 x 500 = 1000.
Un chronogramme a été inscrit sur le clocher de l'horloge du Palais de Paris en 1371 :
CharLes roi VoLt en Ce CLoCher
Cette nobLe CLoChe aCroCher,
FaItte poVr sonner ChaCVne heVr.
En additionnant les chiffres romains, on obtient :
C + L + V + L + C + C + L + C = 555
C + L + C + L + C + C + C = 600
I + V + C + C + V + V = 216
Total : 1371
Celui dédié à Charles Alexandre de Lorraine, lors de l'érection de sa statue à Bruxelles en 1775, indiquait :
MonseIgneUr CharLes De LorraIne Je VoUs saLUe troIs foIs.
Total : M + I + V + C + L + D + L + I + I + V + V + L + V + I + I = 1775
Un autre chronogramme a été dédié à Charles de Lorraine en 1774 :
CharLes a MérIté nos CœUrs,
et De notre patrIe toUte JoIe et toUt honneUr.
Total : C + L + M + I + C + V + D + I + V + I + I + V + V = 1774
Un chronogramme est inscrit au-dessus du porche de l'église Sainte-Madeleine à Mariembourg :
sanCta MagDaLena pro nobIs Vt tVtrIX eXora
« Sainte Madeleine, notre protectrice, interviens en notre faveur »
Total : C + M + D + L + I + V + V + I + X + X = 1682
1682 est la date où des modifications ont été apportées à la façade de l'église.
Comme, anciennement, c'étaient des clercs qui en étaient les auteurs, les chronogrammes sont souvent écrits en latin. Aussi, nombre de ces jeux de mots appartiennent en grande partie au domaine religieux mais il en existe d'autres comme celui-ci qui, vengeur, figurait sur un portique édifié en 1918 à Celles à l'occasion de l'armistice et où deux mannequins de soldats allemands furent brûlés
honnIs CoChons grIs
CeLLes VoUs MaUDIt
Ou encore cette inscription due au curé de Bourseigne, qui exprimait ainsi, dans un registre, la détresse de ses paroissiens en 1662 :
Mon DIeU, qUe Le graIn est Cher !
Une banderole qui invitait les citadins à un feu de joie pour fêter l'heureuse issue d'un procès en 1728 :
boUrgeoIs De ChIMaY, Venez VoUs ChaUffer !

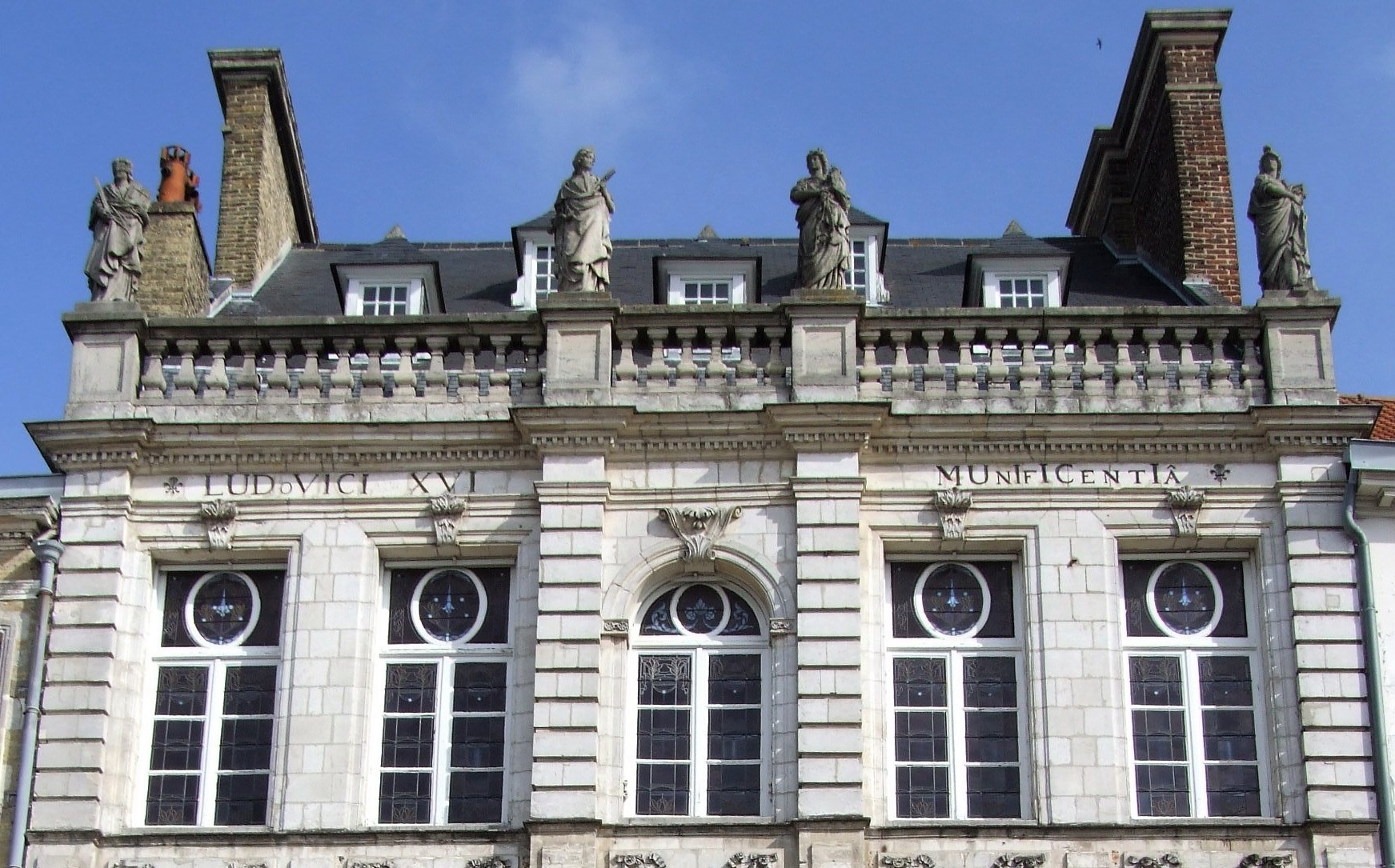
L'Hôtel du bailliage à Saint-Omer.

À Saint-Omer, un chronogramme indique, par addition des chiffres romains en capitales hautes, le nombre 1786 qui correspond à l'année de construction du bâtiment.
LUdoVICI XVI MunIfICentIâ
« Grâce à la générosité de Louis XVI » (1786)
Deux exemples vengeurs sont dus à l'abbé Lecocq, curé de Florennes, envoyé au bagne par les révolutionnaires français après l'annexion de nos régions[Quoi ?], qui se réjouissait de la défaite des armées de ses bourreaux :
ConfUDIt MosCoVIta gaLLos
« Le Moscovite a confondu les Français » (1812)
DeCIMa o'CtaVa IVnI beLgIo Laeta
« 18 juin (1815), bonheur pour la Belgique » ; allusion à la bataille de Waterloo.
Voici un chronogramme dinantais gravé sur un mur de la collégiale pour rappeler une inondation de la Meuse :
aLto Mosa LoCo CresCens hVC appVLIt VsqVe
« La Meuse en crue est arrivée jusqu'à cette hauteur » (1571)

À l'occasion du décès du Cardinal Godfried Danneels le 14 mars 2019 (composition: abbé Jacques Caron)
GoDfrIeD In Der eeUWIgheID « Godfried dans l'Éternité ».

## Autre signification
Par extension, en architecture : Inscription en clair sur une façade, de la date d'achèvement de la construction et, éventuellement, des noms de l'architecte, de l'entrepreneur, du sculpteur, etc.